# Proctitis
La proctitis es un proceso inflamatorio propio del recto, que afecta fundamentalmente a la mucosa, y que puede producirse por distintas causas, algunas no bien conocidas, y que se manifiesta por presentar dolor con frecuencia al defecar (tenesmo rectal: dolor con sensación de evacuación insuficiente, a pesar de la práctica repetida de la misma) asociado o no a emisión de heces muco-purulentas o incluso hemorrágicas (proctorragias). 

## Causas
La causas pueden ser diversas:
La más frecuente es debida a Enfermedad inflamatoria intestinal entre las que se halla la "colitis ulcerosa" y la enfermedad de Crohn o colitis granulomatosa, ambas de etiología compleja y no bien conocida, que implica fenómenos autoinmunes, junto a una predisposición genética, y probablemente trastornos adquiridos por el tipo de nutrición occidental, caracterizado por una asepsia excesiva en la alimentación en la infancia, que provoca presentación inadecuada de antígenos para una correcta maduración del sistema inmune juvenil. Se asocian también bacterias específicas que pueden tener algún papel, como ciertas micobacterias,(por la similitud morfológica con algunas tuberculosis intestinales). 
Cuando no se aprecia causa clara se etiquetan como de origen idiopático. 
La radiación, por motivos terapéuticos en ciertos tipos de cánceres de localización pelviana, produce una modalidad bien conocida de proctitis llamada proctitis postradiación. Por ejemplo, la radioterapia practicada para curar el cáncer de cérvix o cuello uterino, el de próstata, de recto o canal anal.
 
También son causa de proctitis algunas enfermedades de transmisión sexual como el linfogranuloma venéreo, sífilis, y el virus del herpes simple, entre otros.
Puede estar también producido por actividad sexual o con objetos que producen microtraumatismos de repetición del área referida.

## Síntomas
Un síntoma común es la urgente y continua sensación de tener un movimiento de intestinos-recto que puede sentirse lleno o estar estreñido. Otro síntoma es la sensibilidad e irritación leve en el recto y la región anal. Un síntoma serio es el pus y la sangre en la defecación, acompañados de calambres y dolores durante el movimiento de los intestinos. Si la cantidad de sangre expulsada es bastante grande es posible que cause anemia.

### Proctitis trasmitida sexualmente
Gonorrea (proctitis gonociquida)
Es la causa más común. Muy asociado a haber tenido coito anal. Los síntomas incluyen dolor, picor, defecación acompañada de sangre o pus, o diarrea. También pueden estar presentes verrugas anales, fístula y hemorroides.
Clamidiasis (chlamydia proctitis)
Lo padecen el 20 % de los casos. Puede que el paciente no muestre síntomas, tenga síntomas leves o los presente graves. Los síntomas leves incluyen dolor rectal por los movimientos de los intestinos, descarga anal y calambres. En los casos más graves, el paciente puede defecar sangre o pus, acompañado por dolor rectal agudo y diarrea. Algunos pacientes sufren estenosis rectal.
Herpes simple 1 y 2 (proctitis herpetica)
Los síntomas incluyen múltiples vesículas que acaban rompiéndose formando úlceras, tenesmo, dolor rectal y hematoquecia. Esta enfermedad puede remitir sin tratamiento alguno pero suele prolongarse y ser más grave en pacientes inmunodeprimidos.
Sífilis (proctitis sifilítica)
Los síntomas son similares a otras proctitis infecciosas; dolor rectal, espasmos durante los movimientos intestinales, pero también puede haber pacientes que no tengan ningún síntoma.

## Diagnóstico
La técnica principal y básica es la visión objetiva mediante abordajes a través del ano, con diversos tipos de endoscopios (rectoscopio o proctoscopio, sigmoidoscopio, o colonoscopio flexible), cuya óptica permite visualizar la mucosa rectal tras una preparación previa que impida la presencia de heces en el lugar, generalmente conseguida con una asociación de un laxante catártico junto a un enema de limpieza (jabonoso, con bicarbonato, con aceite o mezclas de algunos de ellos).
En la actualidad la administración de una solución de Bohl o fosfosoda como laxante puede dejar limpia la zona sin necesidad de enemas. Se procede a observar el interior del recto mediante el uso de insuflador que mantiene la víscera distendida pero que produce molestias de tipo cólico y distension abdominal, que pueden obligar a requerir cierto grado de analgesia o sedación para la correcta realización. Existen ciertos riesgos potenciales de complicaciones como la de perforación traumática del recto, bien por la insuflación excesiva o acción traumática del endoscopio, o favorecido por la presencia de divertículos del colon o recto en el sujeto (enfermedad diverticular del colon). Dicha complicación, ocurre menos del 1% de los casos, y es más o menos grave según a qué altura se produzca desde el canal anal. También pueden producirse sangrados tras la toma de biopsias, sobre todo si existía algún tipo de diátesis hemorrágica congénita o adquirida que haya pasado desapercibida, como la ingesta no comentada por el paciente de anticoagulantes orales como la warfarina (área anglosajona) o el acenocumarol (Sintrón, del espacio mediterráneo). También producida por medicaciones antiagregantes plaquetarios, de uso muy extendido (Clopidogrel y otros).
La toma de muestra para estudio histopatológico, o biopsia, es de utilidad casi siempre, y a veces también la cogida de muestra para cultivos específicos bacteriológicos. Es de particular importancia la biopsia para el estudio y diagnóstico diferencial entre colitis ulcerosa o bien enfermedad de Crohn del recto (denominada también colitis granulomatosa). Existen otras pruebas que pueden ser importantes para completar el diagnóstico, cuando se confirma la existencia de enfermedad inflamatoria intestinal, bien Crohn o colitis ulcerosa, como son los estudios de imágenes radiológicos, como el Enema opaco doble contraste. El tránsito intestinal mediante estudio baritado esófago-gastro-duodenal más o menos diluido, los estudios de tomografia axial computerizada (TAC o TC) con usos de contrastes orales (gastrografin) e intravenosos asociados. Es también importante los estudios analíticos, de laboratorio, destacando la PCR (Proteína C Reactiva), vsg (velocidad de sedimentación globular) y el hemograma, con fórmula y recuento. La serología es importante en las causadas por ETS (enfermedades de transmisión sexual) así como otras pruebas específicas de bacteriología.

## Tratamiento
El tratamiento de proctitis varía dependiendo de la gravedad y de la causa. Por ejemplo, el médico puede prescribir antibióticos si es causada por una infección bacterial. Si la causa es la enfermedad de Crohn o la colitis ulcerosa se prescribirá 5-aminosalicyclic acid (5ASA) o corticoides aplicados directamente en el área con enema o en forma de supositorios o tomados en forma de pastillas. El enema y los supositorios son normalmente los más efectivos, pero algunos pacientes pueden requerir una combinación oral y rectal.
Otro tratamiento disponible es en forma de suplementos de fibra como  Psyllium plantago (Metamucil). Se toma diariamte hasta que se restaura la regularidad y se reduce el dolor asociado a la proctitis.